# Болівар (Пенсільванія)
Болівар (англ. Bolivar) — місто (англ. borough) в США, в окрузі Вестморленд штату Пенсільванія. Населення — 435 осіб (2020).

## Географія
Болівар розташований за координатами 40°23′42″ пн. ш. 79°9′8″ зх. д. / 40.39500° пн. ш. 79.15222° зх. д. (40.395006, -79.152089).  За даними Бюро перепису населення США в 2010 році місто мало площу 0,46 км², з яких 0,44 км² — суходіл та 0,02 км² — водойми.

## Демографія
Згідно з переписом 2010 року, у селищі мешкало 465 осіб у 190 домогосподарствах у складі 130 родин. Густота населення становила 1005 осіб/км².  Було 208 помешкань (450/км²).
Расовий склад населення:
| - 98,9 % — білих - 0,4 % — корінних американців - 0,4 % — азіатів - 0,2 % — вихідців з тихоокеанських островів |

До двох чи більше рас належало 0,0 %. Частка іспаномовних становила 0,9 % від усіх жителів.
За віковим діапазоном населення розподілялося таким чином: 21,7 % — особи молодші 18 років, 54,9 % — особи у віці 18—64 років, 23,4 % — особи у віці 65 років та старші. Медіана віку мешканця становила 43,7 року. На 100 осіб жіночої статі у селищі припадало 99,6 чоловіків;  на 100 жінок у віці від 18 років та старших — 95,7 чоловіків також старших 18 років.
Середній дохід на одне домашнє господарство  становив 58 200 доларів США (медіана — 45 938), а середній дохід на одну сім'ю — 69 549 доларів (медіана — 53 750). За межею бідності перебувало 11,2 % осіб, у тому числі 19,8 % дітей у віці до 18 років та 5,5 % осіб у віці 65 років та старших.
Цивільне працевлаштоване населення становило 181 особа. Основні галузі зайнятості: освіта, охорона здоров'я та соціальна допомога — 21,5 %, роздрібна торгівля — 13,3 %, виробництво — 11,6 %, мистецтво, розваги та відпочинок — 11,0 %.